# خراجی (کیار)
خراجی، مرکز دهستان کیار غربی از توابع شهرستان کیار در استان چهارمحال و بختیاری است.

## مردم
مردم این روستا لرتبار و از ایل بختیاری می باشند که به گویش لری بختیاری سخن می گویند

## جمعیت
این روستا در دهستان کیارغربی قرار دارد و براساس سرشماری مرکز آمار ایران در سال ۱۳۸۵، جمعیت آن ۳٬۰۷۸ نفر (۷۷۲خانوار) بوده‌است.